# Cytaea sylvia
Cytaea sylvia là một loài nhện trong họ Salticidae.
Loài này thuộc chi Cytaea. Cytaea sylvia được Henry Roughton Hogg miêu tả năm 1915.